# 坂口楓華
坂口 楓華（さかぐち ふうか、1997年10月1日 - ）は、兵庫県加古郡稲美町出身の女子競輪選手。日本競輪選手会愛知支部所属、ホームバンクは豊橋競輪場（当初は京都支部所属、ホームバンクは向日町競輪場）。日本競輪学校（当時。以下、競輪学校）第112期生。師匠は武田哲二（65期）。元女子競輪選手の坂口聖香（116期）は実姉。

## 経歴
父の影響で小学校3年生のときから自転車競技を始めた。高校生のとき、2013年17歳以下全日本ロードレース、タイムトライアルで優勝。進路を決める際に父から競輪の話を聞き、競輪学校への入学を決めたという
2016年1月15日、競輪学校第112回技能試験に合格。在校競走成績は8位（7勝）。卒業記念レースは3位。
2017年7月12日、高松競輪場でデビュー、初勝利も同日。初優勝は2018年7月21日の佐世保競輪場で挙げた。
2020年は特に下期で好成績を挙げたことで、2021年3月28日に開催されたガールズケイリンコレクション松阪ステージに選考順位第5位で出場選手として選出され特別競走に初出場、2着と健闘した。同年はそのまま好調を維持、獲得賞金ランキング上位に入り、年末のガールズグランプリ出場権を獲得し出走（4着）。同年の獲得賞金は1622万8400円でランキング6位であった。
2022年の後半から更なるレベルアップを目指し、市田佳寿浩に師事。その成果はレースにも表れ、2023年は1月13日からのコレクショントライアル（いわき平）では決勝6着となり同年5月のコレクション出場権を逃してしまったが、その直後となる1月26日からの岸和田FII（ミッドナイト）初日から連勝を続け、4月22日の小倉FII（ミッドナイト）初日で1着となり25連勝を達成（34連勝の児玉碧衣に次ぐガールズケイリン2番目の記録）。それ以降も連勝を続けたが、5月21日の岸和田FII最終日決勝で久米詩に敗れ連勝記録は32で止まった。同年11月7日付けでデビュー当初より所属していた京都支部から愛知支部へ移籍したが、実際には「京都では他にガールズケイリン選手がおらず満足な練習ができない」ことを理由に2019年ごろから既に出稽古名目で京都を離れており、現在のホームバンクである豊橋を主な拠点として練習を続けていた（市田に指導を仰ぐようになってからは福井にも出向いている）。
2024年3月24日、ガールズケイリンコレクション最終開催となった2024年取手ステージにて、4角から抜け出し優勝。特別レース10度目の挑戦で初のタイトル獲得となった。

## 主な獲得タイトルと記録
- 2024年 - ガールズケイリンコレクション取手ステージ（取手競輪場）